# Campeonato Mundial de Voleibol Masculino Sub-21 de 2013
O Campeonato Mundial de Voleibol Masculino Sub-21 de 2013 foi a 17ª edição da competição entre seleções mundiais, no período de 22 de agosto a 1 de setembro, sendo realizada nas cidades turcas Ankara e Izmir, pela primeira reunindo vinte participantes.
A edição foi vencida pela Seleção Russa que conquistou seu nono título na categoria e o jogador deste time Victor Poletaev foi premiado como Melhor Jogador (MVP).

## Equipes qualificadas
| Torneio de qualificação                  | ! Data                                | Sede               | Vagas | Qualificados   | Última participação |
| ---------------------------------------- | ------------------------------------- | ------------------ | ----- | -------------- | ------------------- |
| País-sede                                | 18 de março de 2012                   | Lausana            | 1     | Turquia        | Estreante           |
| Campeonato Europeu Sub-21 de 2012        | 15 a 17 de maio de 2015               | Gdynia- Randers    | 1     | Itália         | 2007                |
| Campeonato NORCECA de 2012               | 27 de agosto a 1 de setembro de 2012  | Colorado Springs   | 3     | Estados Unidos | 2011                |
| Campeonato NORCECA de 2012               | 27 de agosto a 1 de setembro de 2012  | Colorado Springs   | 3     | Canadá         | 2011                |
| Campeonato NORCECA de 2012               | 27 de agosto a 1 de setembro de 2012  | Colorado Springs   | 3     | México         | 1997                |
| Campeonato Asiático de 2012              | 27 de setembro a 5 de outubro de 2012 | Úrmia              | 4     | Japão          | 2011                |
| Campeonato Asiático de 2012              | 27 de setembro a 5 de outubro de 2012 | Úrmia              | 4     | China          | 2009                |
| Campeonato Asiático de 2012              | 27 de setembro a 5 de outubro de 2012 | Úrmia              | 4     | Irã            | 2011                |
| Campeonato Asiático de 2012              | 27 de setembro a 5 de outubro de 2012 | Úrmia              | 4     | Índia          | 2011                |
| Campeonato Sul-Americano de 2012         | 23 a 27 de outubro de 2012            | Saquarema          | 3     | Brasil         | 2011                |
| Campeonato Sul-Americano de 2012         | 23 a 27 de outubro de 2012            | Saquarema          | 3     | Argentina      | 2011                |
| Campeonato Sul-Americano de 2012         | 23 a 27 de outubro de 2012            | Saquarema          | 3     | Venezuela      | 2003                |
| Campeonato Africano de 2013              | 2 a 9 de marços de 2013               | Sidi Bou Said      | 4     | Tunísia        | 2011                |
| Campeonato Africano de 2013              | 2 a 9 de marços de 2013               | Sidi Bou Said      | 4     | Egito          | 2011                |
| Campeonato Africano de 2013              | 2 a 9 de marços de 2013               | Sidi Bou Said      | 4     | Ruanda         | Estreante           |
| Campeonato Africano de 2013              | 2 a 9 de marços de 2013               | Sidi Bou Said      | 4     | Marrocos       | 2007                |
| Qualificatório Europeu de 2013 (Grupo A) | 7 a 11 de maio de 2013                | Anapa              | 1     | Rússia         | 2011                |
| Qualificatório Europeu de 2013 (Grupo B) | 7 a 11 de maio de 2013                | Saint-Jean-d'Illac | 1     | França         | 2009                |
| Qualificatório Europeu de 2013 (Grupo C) | 8 a 12 de maio de 2013                | Sófia              | 1     | Estônia        | Estreante           |
| Qualificatório Europeu de 2013 (Grupo d) | 7 a 11 de maio de 2013                | Arilje             | 1     | Sérvia         | 2011                |
| Total                                    |                                       |                    | 20    |                |                     |

## Locais dos jogos
| Local 1                                 |
| --------------------------------------- |
| Partidas dos Grupo s A e B e Fase final |
| Ankara, Turquia                         |
| Başkent Volleyball Hall                 |
| Capacidade: 7 600                       |
|                                         |

| Local 2                                 |
| --------------------------------------- |
| Partidas dos Grupo s C e D e Fase final |
| Izmir, Turquia                          |
| İzmir Atatürk Volleyball Hall           |
| Capacidade: 5 100                       |
|                                         |

## Formato de disputa
A competição reuniu de forma inédita 20 equipes, sendo realizada em dez dias com recesso de dois dias.As equipes foram distribuídas em quatro grupos, competindo em sistema de pontos corridos, a equipe com menor pontuação  nesta fase de cada grupo disputaram as posições do décimo sétimo ao vigésimo lugares no sistema de playoff com pontos corridos.Já as 16 seleções melhores colocadas disputam as oitavas de final (cruzamento olímpico, AxB e CxD) , as vencedoras desta fase disputam as quartas de final e as eliminadas disputaram as definições do nono ao décimo sexto lugares, sendo que desta última os vencedores disputam o nono ao  décimo segundo posto e os perdedores disputaram da décimo terceira a décima sexta posições. Ao final definiu-se o décimo quinto,  décimo terceiro, décimo primeiro e o nono lugares.
Os vencedores da supracitada quartas de final classificaram-se para as semifinais, enquanto os eliminados disputaram as classificações do quinto ao oitavo lugares, culminando na disputa final do sétimo e quinto lugares.
As seleções vitoriosas das semifinais disputaram a final e as perdedoras a disputa pelo bronze .

## Primeira fase
|  | Qualificados para as oitavas de final |
|  | Disputa do 17º aos 20º lugares        |

### Grupo A
Classificação
|     |          |     | Jogos | Jogos | Jogos | Pontos | Pontos | Pontos | Sets | Sets | Sets  |
| Pos | Equipe   | Pts | T     | V     | D     | V      | P      | R      | V    | P    | R     |
| --- | -------- | --- | ----- | ----- | ----- | ------ | ------ | ------ | ---- | ---- | ----- |
| 1   | Turquia  | 11  | 4     | 4     | 0     | 334    | 272    | 1.228  | 12   | 2    | 6,000 |
| 2   | Índia    | 9   | 4     | 3     | 1     | 321    | 293    | 1.096  | 9    | 5    | 1.800 |
| 3   | China    | 5   | 4     | 1     | 3     | 341    | 347    | 0.983  | 7    | 9    | 0.778 |
| 4   | Egito    | 3   | 4     | 1     | 3     | 356    | 388    | 0.918  | 6    | 11   | 0.545 |
| 5   | Marrocos | 2   | 4     | 1     | 3     | 312    | 364    | 0.857  | 4    | 11   | 0.364 |

Resultados
| Data   | Hora  |             | Placar |            | Set 1 | Set 2 | Set 3 | Set 4 | Set 5 | Total   | Relatório |
| ------ | ----- | ----------- | ------ | ---------- | ----- | ----- | ----- | ----- | ----- | ------- | --------- |
| 22 ago | 14:30 | 'China '    | 3–0    | Marrocos   | 25–21 | 25–19 | 25–21 |       |       | 75–61   | 75–61     |
| 22 ago | 19:30 | 'Turquia '  | 3–0    | Índia      | 25–16 | 25–17 | 25–17 |       |       | 75–50   | 75–50     |
| 23 ago | 15:00 | 'Egito '    | 3–2    | China      | 25–22 | 18–25 | 18–25 | 25–21 | 18–16 | 104–109 | 104–109   |
| 23 ago | 19:45 | Marrocos    | 0–3    | ' Turquia' | 24–26 | 21–25 | 22–25 |       |       | 67–76   | 67–76     |
| 24 ago | 14:30 | 'Índia '    | 3–1    | Marrocos   | 23–25 | 25–18 | 26–24 | 25–11 |       | 99–78   | 99–78     |
| 24 ago | 19:40 | 'Turquia '  | 3–0    | Egito      | 26–24 | 25–23 | 25–13 |       |       | 76–60   | 76–60     |
| 25 ago | 14:30 | Egito       | 1–3    | ' Índia'   | 25–22 | 21–25 | 16–25 | 16–25 |       | 78–97   | 78–97     |
| 25 ago | 19:30 | China       | 2–3    | ' Turquia' | 25–21 | 19–25 | 25–21 | 20–25 | 6–15  | 95–107  | 95–107    |
| 26 ago | 12:00 | 'Índia '    | 3–0    | China      | 25–21 | 25–23 | 25–18 |       |       | 75–62   | 75–62     |
| 26 ago | 14:30 | 'Marrocos ' | 3–2    | Egito      | 18–25 | 16–25 | 25–23 | 32–30 | 15–11 | 106–114 | 106–114   |

### Grupo B
Classificação
|     |           |     | Jogos | Jogos | Jogos | Pontos | Pontos | Pontos | Sets | Sets | Sets   |
| Pos | Equipe    | Pts | T     | V     | D     | V      | P      | R      | V    | P    | R      |
| --- | --------- | --- | ----- | ----- | ----- | ------ | ------ | ------ | ---- | ---- | ------ |
| 1   | Irã       | 12  | 4     | 4     | 0     | 329    | 261    | 1.261  | 12   | 1    | 12,000 |
| 2   | Argentina | 9   | 4     | 3     | 1     | 310    | 283    | 1.095  | 9    | 4    | 2.250  |
| 3   | Japão     | 4   | 4     | 1     | 3     | 354    | 360    | 0.983  | 5    | 10   | 0.500  |
| 4   | México    | 3   | 4     | 1     | 3     | 292    | 345    | 0.846  | 4    | 10   | 0.400  |
| 5   | Estônia   | 2   | 4     | 1     | 3     | 363    | 399    | 0.910  | 6    | 11   | 0.545  |

Resultados
| Data   | Hora  |              | Placar |              | Set 1 | Set 2 | Set 3 | Set 4 | Set 5 | Total   | Relatório |
| ------ | ----- | ------------ | ------ | ------------ | ----- | ----- | ----- | ----- | ----- | ------- | --------- |
| 22 ago | 12:00 | 'Irã '       | 3–1    | Estônia      | 22–25 | 25–11 | 25–17 | 25–22 |       | 97–75   | 97–75     |
| 22 ago | 17:00 | 'Japão '     | 3–1    | México       | 23–25 | 29–27 | 25–17 | 25–16 |       | 102–85  | 102–85    |
| 23 ago | 12:00 | 'Estônia '   | 3–2    | Japão        | 27–29 | 25–23 | 19–25 | 26–24 | 15–8  | 112–109 | 112–109   |
| 23 ago | 17:50 | Argentina    | 0–3    | ' Irã'       | 19–25 | 20–25 | 18–25 |       |       | 57–75   | 57–75     |
| 24 ago | 12:00 | Japão        | 0–3    | ' Argentina' | 26–28 | 20–25 | 26–28 |       |       | 72–81   | 72–81     |
| 24 ago | 17:00 | 'México '    | 3–1    | Estônia      | 25–22 | 25–19 | 17–25 | 29–27 |       | 96–93   | 96–93     |
| 25 ago | 12:00 | 'Argentina ' | 3–0    | México       | 25–22 | 25–14 | 25–17 |       |       | 75–53   | 75–53     |
| 25 ago | 17:00 | 'Irã '       | 3–0    | Japão        | 28–26 | 29–27 | 25–18 |       |       | 82–71   | 82–71     |
| 26 ago | 17:20 | México       | 0–3    | ' Irã'       | 20–25 | 21–25 | 16–25 |       |       | 57–75   | 57–75     |
| 26 ago | 19:30 | Estônia      | 1–3    | ' Argentina' | 19–25 | 25–22 | 17–25 | 21–25 |       | 82–97   | 82–97     |

### Grupo C
Classificação
|     |                |     | Jogos | Jogos | Jogos | Pontos | Pontos | Pontos | Sets | Sets | Sets   |
| Pos | Equipe         | Pts | T     | V     | D     | V      | P      | R      | V    | P    | R      |
| --- | -------------- | --- | ----- | ----- | ----- | ------ | ------ | ------ | ---- | ---- | ------ |
| 1   | Sérvia         | 12  | 4     | 4     | 0     | 326    | 260    | 1.254  | 12   | 1    | 12,000 |
| 2   | Estados Unidos | 6   | 4     | 2     | 2     | 329    | 290    | 1.134  | 7    | 7    | 1,000  |
| 3   | Canadá         | 6   | 4     | 2     | 2     | 309    | 314    | 0.984  | 7    | 7    | 1,000  |
| 4   | Tunísia        | 6   | 4     | 2     | 2     | 309    | 314    | 0.984  | 7    | 7    | 1,000  |
| 5   | Ruanda         | 0   | 4     | 0     | 4     | 234    | 329    | 0.711  | 1    | 12   | 0.083  |

Resultados
| Data   | Hora  |                   | Placar |                   | Set 1 | Set 2 | Set 3 | Set 4 | Set 5 | Total  | Relatório |
| ------ | ----- | ----------------- | ------ | ----------------- | ----- | ----- | ----- | ----- | ----- | ------ | --------- |
| 22 ago | 12:00 | 'Estados Unidos ' | 3–1    | Ruanda            | 25–11 | 25–18 | 27–29 | 25–14 |       | 102–72 | 102–72    |
| 22 ago | 17:00 | Tunísia           | 1–3    | ' Canadá'         | 15–25 | 15–25 | 29–27 | 19–25 |       | 78–102 | 77–102    |
| 23 ago | 12:00 | Ruanda            | 0–3    | ' Tunísia'        | 12–25 | 15–25 | 18–25 |       |       | 45–75  | 45–75     |
| 23 ago | 17:00 | 'Sérvia '         | 3–0    | Estados Unidos    | 25–23 | 25–23 | 25–17 |       |       | 75–63  | 75–63     |
| 24 ago | 12:00 | Tunísia           | 0–3    | ' Sérvia'         | 17–25 | 25–27 | 24–26 |       |       | 66–78  | 66–78     |
| 24 ago | 14:30 | 'Canadá '         | 3–0    | Ruanda            | 25–17 | 27–25 | 25–22 |       |       | 77–64  | 77–64     |
| 25 ago | 12:00 | 'Sérvia '         | 3–1    | Canadá            | 23–25 | 25–18 | 25–16 | 25–19 |       | 98–78  | 98–78     |
| 25 ago | 17:00 | Estados Unidos    | 1–3    | ' Tunísia'        | 23–25 | 19–25 | 25–16 | 22–25 |       | 89–91  | 89–91     |
| 26 ago | 12:00 | Canadá            | 0–3    | ' Estados Unidos' | 15–25 | 15–25 | 22–25 |       |       | 52–75  | 52–75     |
| 26 ago | 14:30 | Ruanda            | 0–3    | ' Sérvia'         | 13–25 | 20–25 | 20–25 |       |       | 53–75  | 53–75     |

### Grupo D
Classificação
|     |           |     | Jogos | Jogos | Jogos | Pontos | Pontos | Pontos | Sets | Sets | Sets  |
| Pos | Equipe    | Pts | T     | V     | D     | V      | P      | R      | V    | P    | R     |
| --- | --------- | --- | ----- | ----- | ----- | ------ | ------ | ------ | ---- | ---- | ----- |
| 1   | Rússia    | 9   | 4     | 3     | 1     | 397    | 344    | 1.154  | 11   | 6    | 1.833 |
| 2   | França    | 8   | 4     | 3     | 1     | 315    | 298    | 1.057  | 9    | 5    | 1.800 |
| 3   | Brasil    | 8   | 4     | 2     | 2     | 367    | 344    | 1.067  | 10   | 6    | 1.667 |
| 4   | Itália    | 5   | 4     | 2     | 2     | 318    | 331    | 0.961  | 6    | 8    | 0.750 |
| 5   | Venezuela | 0   | 4     | 0     | 4     | 245    | 325    | 0.754  | 1    | 12   | 0.083 |

Resultados
| Data   | Hora  |           | Placar |           | Set 1 | Set 2 | Set 3 | Set 4 | Set 5 | Total   | Relatório |
| ------ | ----- | --------- | ------ | --------- | ----- | ----- | ----- | ----- | ----- | ------- | --------- |
| 22 ago | 14:30 | 'Brasil ' | 3–0    | Itália    | 25–21 | 35–33 | 25–23 |       |       | 85–77   | 85–77     |
| 22 ago | 19:30 | 'França ' | 3–0    | Venezuela | 25–17 | 26–24 | 25–18 |       |       | 76–59   | 76–59     |
| 23 ago | 14:30 | Itália    | 0–3    | ' França' | 19–25 | 16–25 | 23–25 |       |       | 58–75   | 58–75     |
| 23 ago | 19:30 | 'Rússia ' | 3–2    | Brasil    | 25–17 | 23–25 | 25–20 | 21–25 | 16–14 | 110–101 | 110–101   |
| 24 ago | 17:00 | França    | 0–3    | ' Rússia' | 17–25 | 22–25 | 18–25 |       |       | 57–75   | 57–75     |
| 24 ago | 19:30 | Venezuela | 0–3    | ' Itália' | 15–25 | 16–25 | 25–27 |       |       | 56–77   | 56-77     |
| 25 ago | 14:30 | 'Rússia ' | 3–1    | Venezuela | 25–20 | 25–16 | 22–25 | 25–19 |       | 97–80   | 97–80     |
| 25 ago | 19:30 | Brasil    | 2–3    | ' França' | 23–25 | 18–25 | 25–17 | 26–24 | 14–16 | 106–107 | 106–107   |
| 26 ago | 17:00 | Venezuela | 0–3    | ' Brasil' | 14–25 | 23–25 | 13–25 |       |       | 50–75   | 50–75     |
| 26 ago | 19:40 | 'Itália ' | 3–2    | Rússia    | 23–25 | 27–25 | 30–28 | 11–25 | 15–12 | 106–115 | 106–115   |

## Fase final

### Classificação 17º ao 20º lugares (playoff)
|     |           |     | Jogos | Jogos | Jogos | Pontos | Pontos | Pontos | Sets | Sets | Sets  |
| Pos | Equipe    | Pts | T     | V     | D     | V      | P      | R      | V    | P    | R     |
| --- | --------- | --- | ----- | ----- | ----- | ------ | ------ | ------ | ---- | ---- | ----- |
| 1   | Estônia   | 8   | 3     | 3     | 0     | 268    | 221    | 1.213  | 9    | 2    | 4.500 |
| 2   | Marrocos  | 4   | 3     | 1     | 2     | 265    | 263    | 1.008  | 6    | 6    | 1,000 |
| 3   | Venezuela | 4   | 3     | 1     | 2     | 264    | 262    | 1.008  | 5    | 7    | 0.714 |
| 4   | Ruanda    | 2   | 3     | 1     | 2     | 212    | 263    | 0.806  | 3    | 8    | 0.375 |

Resultados
| Data   | Hora  |             | Placar |              | Set 1 | Set 2 | Set 3 | Set 4 | Set 5 | Total   | Relatório |
| ------ | ----- | ----------- | ------ | ------------ | ----- | ----- | ----- | ----- | ----- | ------- | --------- |
| 29 ago | 11:00 | Marrocos    | 2–3    | ' Estônia'   | 25–22 | 22–25 | 30–28 | 24–26 | 12–15 | 113–116 | 113–116   |
| 29 ago | 13:56 | 'Ruanda '   | 3–2    | Venezuela    | 27–25 | 23–25 | 18–25 | 25–21 | 17–15 | 110–111 | 110–111   |
| 30 ago | 09:00 | Marrocos    | 1–3    | ' Venezuela' | 20–25 | 25–20 | 15–25 | 17–25 |       | 77–95   | 77–95     |
| 30 ago | 11:20 | 'Estônia '  | 3–0    | Ruanda       | 25–12 | 27–25 | 25–13 |       |       | 77–50   | 77–50     |
| 31 ago | 09:00 | 'Estônia '  | 3–0    | Venezuela    | 25–22 | 25–21 | 25–15 |       |       | 75–58   | 75–58     |
| 31 ago | 11:00 | 'Marrocos ' | 3–0    | Ruanda       | 25–21 | 25–10 | 25–21 |       |       | 75–52   | 75–52     |

### Oitavas de final
| Data   | Hora  |                | Placar |           | Set 1 | Set 2 | Set 3 | Set 4 | Set 5 | Total   | Relatório |
| ------ | ----- | -------------- | ------ | --------- | ----- | ----- | ----- | ----- | ----- | ------- | --------- |
| 28 ago | 11:00 | 'Irã '         | 3–0    | Egito     | 25–21 | 25–20 | 25–11 |       |       | 75–52   | 75–52     |
| 28 ago | 11:00 | Estados Unidos | 1–3    | ' Brasil' | 22–25 | 25–23 | 18–25 | 22–25 |       | 87–98   | 87–98     |
| 28 ago | 13:30 | 'Argentina '   | 3–1    | China     | 25–19 | 25–23 | 23–25 | 29–27 |       | 102–94  | 102–94    |
| 28 ago | 13:40 | Sérvia         | 2–3    | ' Itália' | 25–21 | 19–25 | 21–25 | 30–28 | 5–15  | 100–114 | 100–114   |
| 28 ago | 16:00 | 'Índia '       | 3–0    | Japão     | 25–18 | 25–23 | 25–20 |       |       | 75–61   | 75–61     |
| 28 ago | 16:35 | 'Rússia '      | 3–0    | Tunísia   | 25–23 | 25–15 | 25–21 |       |       | 75–59   | 75–59     |
| 28 ago | 18:30 | 'Turquia '     | 3–0    | México    | 25–14 | 25–14 | 25–18 |       |       | 75–46   | 75–46     |
| 28 ago | 18:35 | 'França '      | 3–2    | Canadá    | 22–25 | 25–21 | 25–15 | 23–25 | 15–10 | 110–96  | 110–96    |

### Classificação do 9º ao 16º lugares
| Data   | Hora  |          | Placar |                   | Set 1 | Set 2 | Set 3 | Set 4 | Set 5 | Total | Relatório |
| ------ | ----- | -------- | ------ | ----------------- | ----- | ----- | ----- | ----- | ----- | ----- | --------- |
| 30 ago | 13:15 | Egito    | 1–3    | ' Estados Unidos' | 25–22 | 21–25 | 23–25 | 20–25 |       | 89–97 | 89–97     |
| 30 ago | 15:50 | China    | 0–3    | ' Sérvia'         | 20–25 | 18–25 | 16–25 |       |       | 54–75 | 54–75     |
| 30 ago | 17:40 | 'Japão ' | 3–1    | Tunísia           | 23–25 | 25–17 | 25–23 | 25–19 |       | 98–84 | 98–84     |
| 30 ago | 20:10 | México   | 1–3    | ' Canadá'         | 23–25 | 25–19 | 13–25 | 18–25 |       | 79–94 | 79–94     |

### Quartas de final
| Data   | Hora  |           | Placar |           | Set 1 | Set 2 | Set 3 | Set 4 | Set 5 | Total  | Relatório |
| ------ | ----- | --------- | ------ | --------- | ----- | ----- | ----- | ----- | ----- | ------ | --------- |
| 30 ago | 11:00 | Irã       | 0–3    | ' Brasil' | 21–25 | 20–25 | 22–25 |       |       | 63–75  | 63–75     |
| 30 ago | 13:30 | Argentina | 2–3    | ' Itália' | 20–25 | 25–23 | 25–20 | 15–25 | 11–15 | 96–108 | 96–108    |
| 30 ago | 16:15 | Índia     | 0–3    | ' Rússia' | 21–25 | 15–25 | 16–25 |       |       | 52–75  | 52–75     |
| 30 ago | 19:00 | Turquia   | 0–3    | ' França' | 21–25 | 22–25 | 25–27 |       |       | 68–77  | 68–77     |

### Classificação do 13º ao 16º lugares
| Data   | Hora  |            | Placar |        | Set 1 | Set 2 | Set 3 | Set 4 | Set 5 | Total   | Relatório |
| ------ | ----- | ---------- | ------ | ------ | ----- | ----- | ----- | ----- | ----- | ------- | --------- |
| 31 ago | 13:00 | 'Egito '   | 3–2    | China  | 29–31 | 25–23 | 17–25 | 25–13 | 19–17 | 115–109 | 115–109   |
| 31 ago | 15:55 | 'Tunísia ' | 3–2    | México | 23–25 | 25–23 | 22–25 | 25–15 | 21–19 | 116–107 | 116–107   |

### Classificação do 9º ao 12º lugares
| Data   | Hora  |                | Placar |           | Set 1 | Set 2 | Set 3 | Set 4 | Set 5 | Total   | Relatório |
| ------ | ----- | -------------- | ------ | --------- | ----- | ----- | ----- | ----- | ----- | ------- | --------- |
| 31 ago | 18:50 | Estados Unidos | 1–3    | ' Sérvia' | 24–26 | 22–25 | 25–19 | 24–26 |       | 95–96   | 95–96     |
| 31 ago | 21:25 | 'Japão '       | 3–2    | Canadá    | 18–25 | 25–20 | 25–17 | 26–28 | 17–15 | 111–105 | 111–105   |

### Classificação do 5º ao 8º lugares
| Data   | Hora  |        | Placar |            | Set 1 | Set 2 | Set 3 | Set 4 | Set 5 | Total | Relatório |
| ------ | ----- | ------ | ------ | ---------- | ----- | ----- | ----- | ----- | ----- | ----- | --------- |
| 31 ago | 11:15 | 'Irã ' | 3–0    | Argentina  | 25–21 | 25–23 | 28–26 |       |       | 78–70 | 78–70     |
| 31 ago | 13:30 | Índia  | 0–3    | ' Turquia' | 18–25 | 23–25 | 20–25 |       |       | 61–75 | 61–75     |

### Semifinais
| Data   | Hora  |           | Placar |        | Set 1 | Set 2 | Set 3 | Set 4 | Set 5 | Total  | Relatório |
| ------ | ----- | --------- | ------ | ------ | ----- | ----- | ----- | ----- | ----- | ------ | --------- |
| 31 ago | 17:00 | 'Brasil ' | 3–1    | Itália | 22–25 | 25–18 | 25–19 | 25–23 |       | 97–85  | 97–85     |
| 31 ago | 19:40 | 'Rússia ' | 3–1    | França | 27–25 | 24–26 | 25–18 | 27–25 |       | 103–94 | 103–94    |

### Décimo quinto lugar
| Data  | Hora  |          | Placar |        | Set 1 | Set 2 | Set 3 | Set 4 | Set 5 | Total  | Relatório |
| ----- | ----- | -------- | ------ | ------ | ----- | ----- | ----- | ----- | ----- | ------ | --------- |
| 1 set | 09:00 | 'China ' | 3–2    | México | 22–25 | 24–26 | 25–19 | 25–20 | 15–9  | 111–99 | 111–99    |

### Décimo terceiro lugar
| Data  | Hora  |       | Placar |            | Set 1 | Set 2 | Set 3 | Set 4 | Set 5 | Total  | Relatório |
| ----- | ----- | ----- | ------ | ---------- | ----- | ----- | ----- | ----- | ----- | ------ | --------- |
| 1 set | 13:35 | Egito | 2–3    | ' Tunísia' | 25–17 | 19–25 | 25–23 | 23–25 | 7–15  | 99–105 | 99–105    |

### Décimo primeiro lugar
| Data  | Hora  |                   | Placar |        | Set 1 | Set 2 | Set 3 | Set 4 | Set 5 | Total | Relatório |
| ----- | ----- | ----------------- | ------ | ------ | ----- | ----- | ----- | ----- | ----- | ----- | --------- |
| 1 set | 11:35 | 'Estados Unidos ' | 3–0    | Canadá | 25–16 | 25–17 | 25–18 |       |       | 75–51 | 75–51     |

### Nono lugar
| Data  | Hora  |           | Placar |       | Set 1 | Set 2 | Set 3 | Set 4 | Set 5 | Total | Relatório |
| ----- | ----- | --------- | ------ | ----- | ----- | ----- | ----- | ----- | ----- | ----- | --------- |
| 1 set | 16:10 | 'Sérvia ' | 3–0    | Japão | 25–16 | 25–21 | 25–23 |       |       | 75–60 | 75–60     |

### Sétimo lugar
| Data  | Hora  |           | Placar |       | Set 1 | Set 2 | Set 3 | Set 4 | Set 5 | Total   | Relatório |
| ----- | ----- | --------- | ------ | ----- | ----- | ----- | ----- | ----- | ----- | ------- | --------- |
| 1 set | 11ː00 | Argentina | 3–2    | Índia | 22–25 | 23–25 | 26–24 | 25–19 | 15–7  | 111–100 | P2 P3     |

### Quinto lugar
| Data  | Hora  |        | Placar |         | Set 1 | Set 2 | Set 3 | Set 4 | Set 5 | Total | Relatório |
| ----- | ----- | ------ | ------ | ------- | ----- | ----- | ----- | ----- | ----- | ----- | --------- |
| 1 set | 13:30 | 'Irã ' | 3–1    | Turquia | 19–25 | 25–21 | 25–18 | 25–18 |       | 94–82 | 94–82     |

### Terceiro lugar
| Data  | Hora  |           | Placar |        | Set 1 | Set 2 | Set 3 | Set 4 | Set 5 | Total | Relatório |
| ----- | ----- | --------- | ------ | ------ | ----- | ----- | ----- | ----- | ----- | ----- | --------- |
| 1 Sep | 16:00 | 'Itália ' | 3–1    | França | 25–21 | 25–16 | 20–25 | 28–26 |       | 98–88 | 98–88     |

### Final
| Data  | Hora  |        | Placar |           | Set 1 | Set 2 | Set 3 | Set 4 | Set 5 | Total | Relatório |
| ----- | ----- | ------ | ------ | --------- | ----- | ----- | ----- | ----- | ----- | ----- | --------- |
| 1 set | 19:00 | Brasil | 0–3    | ' Rússia' | 16–25 | 16–25 | 20–25 |       |       | 52–75 | 52–75     |